# Out of Sight, Out of Mind (film 1914)
Out of Sight, Out of Mind è un cortometraggio muto del 1914 scritto e diretto da Dell Henderson.

## Produzione
Il film fu prodotto dalla Biograph Company.

## Distribuzione
Distribuito dalla General Film Company, il film - un cortometraggio di 150 metri - uscì nelle sale cinematografiche statunitensi il 29 gennaio 1914. Nelle proiezioni, veniva programmato con il sistema dello split reel, accorpato in un'unica bobina con un altro cortometraggio prodotto dalla Biograph, la commedia Buy Wool.
Non si conoscono copie ancora esistenti della pellicola che viene considerata presumibilmente perduta.